# 橋爪静夫
橋爪 静夫（はしづめ しずお、1938年2月5日 - ）は、和歌山県出身の体育学者。

## 来歴
和歌山県立向陽高等学校、和歌山大学を卒業し、大阪府立中学校・高等学校の教師を経て、大阪府教育委員会保健体育課長・同事務局副理事などを務めた。その後、大阪府スポーツ教育振興財団理事兼大阪府立門真スポーツセンター（なみはやドーム）館長を歴任し、、武庫川女子大学文学部健康・スポーツ科学科教授を務めた。
バレーボールと縁が深く、日本バレーボール協会副会長・日本ソフトバレーボール連盟副会長・日本バレーボールリーグ機構（Vリーグ機構）理事を務めていた。